# When (Shania Twain)
When è un singolo della cantante canadese Shania Twain, pubblicato nel 1998 ed estratto dall'album Come on Over.

## Tracce
- CD (UK)

1. When (International Radio Edit) — 3:28
2. Don't Be Stupid (You Know I Love You) (International LP Version) — 3:34
3. That Don't Impress Me Much (International LP Version) — 3:38

## Video
Il videoclip della canzone è stato diretto da Markus Blunder e girato a New York City.